# Црква Светог Николе у Брекову
Црква Светог Николе у Брекову, месту у близини Ариља, чија изузетна сличност са архитектуром оближње цркве у Брезови омогућује оквирно датовање изградње у крај 16. или почетак 17. века.
Храм у Брекову је једнобродна грађевина паровима пиластера подељена на три травеја. Над бочним травејима сазидани су полуобличасти сводови у пуној ширини брода, док је над средишњим купола цилиндричног тамбура. Црква је зидана притесаним каменом, а двосливни кров надвисује купола великог пречника, без кубичног постоља. Олтарска апсида је споља и изнутра полукружна, док су протезис и ђаконикон решени као нише.
Живопис храма, делимично оштећен, према стилским одликама припада уметничким токовима друге четвртине 17. века. Лепотом обраде плене ликови у зони стојећих фигура, док је појава ређег иконографског типа троглаве Свете Тројице израз сложене догме о једнакости Бога Оца, Бога Сина и Светог Духа. Знатне обнове црква је имала 1765, 1824. и 1930. године, а у последњој је дограђена полуобличасто засведена припрата. У ентеријеру су сачувани скроман иконостас из 19. века и дрвени полијелеј рустичне обраде.
Мањи конзерваторски радови обављени су 1985. на архитектури и 1988. на живопису.